# بهترین دختر من
بهترین دختر من (انگلیسی: My Best Girl) فیلمی در ژانر کمدی رمانتیک به کارگردانی سام تیلور است که در سال ۱۹۲۷ منتشر شد.

## بازیگران
- مری پیکفورد
- کارملیتا گره‌تی
- کارول لمبارد
- بادی راجرز
- هوبرت باسورث
- لوسین لیتلفیلد
- مک سوین
- استایمی برد